# Rollstuhlhandball-Europameisterschaften
Die European Wheelchair Handball Championships (deutsch: Rollstuhlhandball-Europameisterschaften) sollen die durch die Europäische Handballföderation ausgerichteten Europameisterschaften im Rollstuhlhandball werden. In dieser Sportart hatte es zuvor in den Jahren 2015, 2016, 2018 und 2019 das Europäische Rollstuhlhandball-Nationenturnier gegeben.

## Geschichte
Die Rollstuhlhandball-Europameisterschaft 2020 sollten die erste Ausführung der Europameisterschaften werden. Die Europäische Handballföderation (EHF) hatte im Dezember 2019 die Ausschreibung für die Ausrichtung der ersten Europameisterschaft im Rollstuhlhandball veröffentlicht. Im Januar 2020 benannte das Exekutivkomitee der EHF Schweden zum Gastgeberland für die bevorstehende Europameisterschaft im Rollstuhlhandball. Vom 18. bis 23. November 2020 sollte das Turnier stattfinden. Im Juli 2020 wurde das Turnier wegen der Auswirkungen der COVID-19-Pandemie verschoben. Es sollte im Jahr 2021 oder 2022 nachgeholt werden.

## Turniere und Teilnehmer
| Jahr                                               | Gastgeberland | Variante | Teams | 1. Platz | 2. Platz    | 3. Platz | weitere Platzierungen                                 |
| -------------------------------------------------- | ------------- | -------- | ----- | -------- | ----------- | -------- | ----------------------------------------------------- |
| 2020 wegen der COVID-19-Pandemie nicht ausgetragen |               |          |       |          |             |          |                                                       |
| 2021 wegen der COVID-19-Pandemie nicht ausgetragen |               |          |       |          |             |          |                                                       |
| 2022*                                              | Portugal      | 6x6      | 9     | Portugal | Niederlande | Norwegen | Indien, Spanien, Kroatien, Ungarn, Rumänien, Pakistan |

* Die Weltmeisterschaft war auch gleichzeitig Europameisterschaft.